# Leptogium resupinans
Leptogium resupinans är en lavart som beskrevs av Nyl. Leptogium resupinans ingår i släktet Leptogium och familjen Collemataceae.   Inga underarter finns listade i Catalogue of Life.